# Koti (Armenia)
Koti (in armeno Կոթի?, chiamato anche Kot'i; fino al 1964 Kotigegh, 1964-1992 Shavarshavan) è un comune dell'Armenia di 2 277 abitanti (2010) della provincia di Tavush. Nel 1964 la città fu rinominata in onore di Shavarsh Amirkhanian (1884-1959), capo del precursore del KGB armeno.